# (43874) 1994 VZ6
1994 في زد 6 (ويعرف أيضًا باسم (43874) 1994 في زد 6 وفق تسمية الكوكب الصغير) (بالإنجليزية: 1994 VZ6)‏ هو كويكب ضمن حزام الكويكبات؛ وترتيبه 43874 من حيث الاكتشاف.
اكتُشف هذا الجُرم الفلكي بواسطة هيروشي كانيدا في 7 نوفمبر 1994.

## وصلات خارجية
- (43874) 1994 VZ6 في قاعدة بيانات مختبر الدفع النفاث لأجرام النظام الشمسي الصغيرة

- الاكتشاف · مخطط المدار ·  العناصر المدارية · المعلمات المادية

- (43874) 1994 VZ6 على موقع ويكي سكاي: DSS2, SDSS, GALEX, IRAS, Hydrogen α, X-Ray, Astrophoto, Sky Map, Articles and images